# A romance (Bax)
A romance is een compositie van Arnold Bax.
Het werkje met de veelzeggende titel is opgedragen aan zijn muze en toen ook grote liefde pianiste Harriet Cohen. De richtlijn om het te spelen: Dreamy and passionate. Het werk zou in de vergetelheid zijn geraakt als Bax niet een uitgebreid citaat uit dit werk gebruikte voor het langzame deel van zijn Symfonie nr. 4. Die symfonie, geschreven in 1930/1931 kwam ook door een verliefdheid, maar dan (weer) een andere. Diezelfde melodielijn was al te vinden in November woods.
In 2017 zijn er twee opnamen van dit werk verkrijgbaar:
- historische opname door Iris Loveridge, uitgebracht door Lyrita
- Eric Parkin, een opname uit 1988, uitgebracht door Chandos